# Parafia św. Wojciecha w Kobiernie
Parafia Świętego Wojciecha w Kobiernie – parafia rzymskokatolicka znajdująca się w diecezji kaliskiej, w dekanacie Krotoszyn.